# 漢民
漢民（1949年—），原名張振民，香港著名漫畫家，讀至中二便停學，做過數行工作，15歲(1964年)加入漫畫行業，當時以念清清、柳依依為筆名，跟隨上官小龍在良友漫畫任助理，亦於那時結識黃玉郎，數月後離開良友漫畫，在其他漫畫報紙任主筆，第一套個人作品為《殺錢枕邊人》，其後轉往黃光創辦的海燕出版社。
七十年代初，與黃玉郎合租灣仔某單位為畫室，黃編繪《小魔神》而漢民則編繪《鬼故事》，後嘗試編繪武打路線漫畫但反應未如理想。由於收入不穩定，1971年退租，後當時裝設計和廣告插畫員。之後重投漫畫行業，為喜報編繪《溫拿故事》。
1978年加入玉郎機構，開始以漢民為筆名，其作品在《猛鬼冤魂》一書和女漫畫家夢妮各佔一半篇幅刊於《生報》，1983年出版《怪異集》，成為1980年代香港漫畫鬼書書種中最受歡迎和最暢銷的漫畫。1988年約滿離開玉郎機構，1989年5月自資出版《漢民夜話》(出了14期)及《漢民鬼古》，後來進入鄺氏編繪《鬼世界》，但銷量不理想，其後淡出漫畫界，轉為研究「鐵板神數」，成為一位相學家，從事相學風水玄學工作。